# Оберн (Іллінойс)
Оберн (англ. Auburn) — місто (англ. city) в США, в окрузі Сенґамон штату Іллінойс. Населення — 4574 особи (2020).

## Географія
Оберн розташований за координатами 39°34′33″ пн. ш. 89°44′34″ зх. д. / 39.57583° пн. ш. 89.74278° зх. д. (39.575749, -89.742682).  За даними Бюро перепису населення США в 2010 році місто мало площу 10,55 км², уся площа — суходіл.

## Демографія
Згідно з переписом 2010 року, у місті мешкала 4771 особа в 1777 домогосподарствах у складі 1281 родини. Густота населення становила 452 особи/км².  Було 1868 помешкань (177/км²).
Расовий склад населення:
| - 97,2 % — білих - 0,5 % — чорних або афроамериканців - 0,3 % — азіатів - 0,2 % — корінних американців - 0,1 % — вихідців з тихоокеанських островів |

До двох чи більше рас належало 1,0 %. Частка іспаномовних становила 1,6 % від усіх жителів.
За віковим діапазоном населення розподілялося таким чином: 29,1 % — особи молодші 18 років, 59,5 % — особи у віці 18—64 років, 11,4 % — особи у віці 65 років та старші. Медіана віку мешканця становила 34,0 року. На 100 осіб жіночої статі у місті припадало 93,2 чоловіків;  на 100 жінок у віці від 18 років та старших — 87,6 чоловіків також старших 18 років.
Середній дохід на одне домашнє господарство  становив 74 078 доларів США (медіана — 63 448), а середній дохід на одну сім'ю — 80 417 доларів (медіана — 69 604). Медіана доходів становила 43 257 доларів для чоловіків та 37 366 доларів для жінок. За межею бідності перебувало 6,3 % осіб, у тому числі 10,9 % дітей у віці до 18 років та 0,0 % осіб у віці 65 років та старших.
Цивільне працевлаштоване населення становило 2595 осіб. Основні галузі зайнятості: освіта, охорона здоров'я та соціальна допомога — 19,2 %, роздрібна торгівля — 13,4 %, фінанси, страхування та нерухомість — 12,9 %.